# 咸興神社
咸興神社（かんこうじんじゃ）は、朝鮮咸鏡南道咸興府（現・朝鮮民主主義人民共和国咸鏡南道咸興市）にあった神社である。祭神は天照大神・国魂大神。旧社格は国幣小社であった。

## 歴史
神社寺院規則（大正4年朝鮮総督府令第82号）に基づき、1916年（大正5年）8月21日に創立が許可され、天照大神を祭神とするべく伊勢神宮から霊代を勧請し、1918年（大正7年）10月1日、神殿に鎮座された。
1936年（昭和11年）8月11日、道供進社（道より神饌幣帛料を供進すべき神社）に指定され、紀元2600年記念事業として境内拡張と社殿等の造営を企図して、1939年（昭和14年）2月25日、奉賛会が組織された。
1943年（昭和18年）6月15日には国魂大神が増祀され、1944年（昭和19年）5月1日、国幣小社に列格されたが、日本の第二次世界大戦敗戦に伴い、1945年（昭和20年）11月17日に廃止された。